# Hugo Viveiros
Hugo Miguel Figueira Viveiros (sinh ngày 25 tháng 9 năm 1995) là một cầu thủ bóng đá người Bồ Đào Nha thi đấu cho Operário ở vị trí thủ môn.

## Sự nghiệp bóng đá
Ngày 28 tháng 4 năm 2014, Viveiros có màn ra mắt cho Santa Clara trong trận đấu tại Giải bóng đá hạng nhất quốc gia Bồ Đào Nha 2013–14 trước Moreirense.